# Джорджо Киналия
Джорджо Киналия (на италиански: Giorgio Chinaglia) е италиански футболист, нападател.

## Ранен живот
Киналия е роден в Карара, Тоскана през 1947 г., но през 1955 г. се премества в Кардиф, Уелс с баща си Марио, майка си Джована и сестра си Рита, поради безработицата в Италия след Втората световна война. Киналия казва: „Всичките четирима живеем в една стая“, "Баща ми беше железопътен работник и беше трудно. Взимах млякото, оставено на верандите на хората, и го пиех за закуска".

## Кариера

### Суонзи
Киналия прави дебют за Суонзи през октомври 1964 г. срещу Ротерам Юнайтед.
Със Суонзи Киналия печели стартовата купата на Западен Уелс през 1965 г., отбелязвайки при победата с 3:0 във финала срещу Ланели.

### Серия Ц
През 1966 г., поради липсата на интерес от страна на британски клубове и задължителна италианска военна служба, на 19 години, и семейството му се завръщат в Карара. Той съчетава военната служба с футболната си кариера като казва: „Италианската армия разполага със специален режим за футболисти, в службата тренирам цял ден, а когато клубът ми има мач, получавам пропуск“.
На Киналия му е забранено да играе в Серия А в продължение на три години, защото е играл професионално извън Италия, а баща му го урежда с Масезе, клуб от Серия Ц близо до дома му.
На следващия сезон той се присъединява към друг клуб в Серия Ц, Интернаполи в Неапол, където играе два сезона и вкарва 26 гола в 66 мача.

### Лацио
Киналия получава слава като голмайстор в италианската Серия А, играейки за Лацио, отбелязвайки 12 гола в дебютния си сезон, включително забележителен гол срещу носителите на европейската купа Милан, водени от Джани Ривера. Той отбелязва 9 гола през втория си сезон, което не е достатъчно, за да попречи на Лацио да изпадне в Серия Б през следващия сезон. Въпреки слабата форма на Лацио през тази година, Киналия печели Копа делле Алпи с Лацио през 1971 г., побеждавайки Базел с 3:1 на финала. Той помага на Лацио да спечели промоция в Серия А през следващия сезон, след като клуба завършва на второ място в Серия Б, а Киналия става голмайстор в Серия Б с 21 гола. Следващият сезон, Киналия вкарва 10 гола в Серия А, а Лацио едва не спечелва титлата, след като губи от Ювентус в последния мач. През сезона 1973/74 той е голмайстор с 24 гола и печели скудетото, отбелязвайки решителен гол от дузпа за 1:0 над Фоджа. Става и капитан на клуба през последния си сезон в Италия, завършвайки европейската си кариера с 14 гола. Общо вкарва 98 гола за Лацио в 209 мача, 77 от които са отбелязани в Серия А, в 175 мача. Киналия отбелязва 122 гола в 246 мача във всички турнири за Лацио, включително 13 гола в 28 мача от Копа Италия и 9 гола в 11 европейски мача.

### Ню Йорк Космос
В Рим семейството на Киналия се изправя пред противопоставяне на феновете и заплахи за отвличане от терористични групи и изразяват безсилието си по отношение на италианските данъчни и корпоративни закони, които според него довеждат бизнеса му до провал. През 1972 г. Джорджо Киналия започва да инвестира в американски недвижими имоти по време на турне в САЩ с Лацио. А през 1975 г. семейството му купува къща в Енгълууд, Ню Джърси, с идеята, че ще се придвижват до мачовете от там. Киналия влиза в кабинета на Клайв Той, тогава президент на Ню Йорк Космос от САФЛ, и казва, че ще играе или за Космос, или ще купи собствения му отбор.
Киналия се присъединява към Ню Йорк Космос през 1976 г. и завършва кариерата си в Ню Йорк с 397 гола в мачове на открито и 38 гола в 21 закрити, общо 435 гола в 413 мача. Киналия печели наградата на САФЛ за най-ценен играч през 1981 г.
Той също така става близък сътрудник на президента на Warner Brothers Стив Рос, съсобственик на франчайза.
През 1984 г. Космос, изправен пред нарастващи загуби без реализирана печалба, продава 60% от собствеността си на Киналия. Той по това време е президент на Лацио, за това предава контрола на своя личен асистент и генерален мениджър Пепе Пинтон. Когато лигата и клубът са закрити през 1986 г., Пинтон в крайна сметка запазва правата за името на отбора и активите на Космос, включително трофеи и екипировки, свързани с клуба.
През 2000 г. Киналия е включен в Националната футболна зала на славата на САЩ.
През 2014 г., тениската с № 9, която Киналия носи по време на кариерата си в Космос, е извадена от употреба от франчайза.

## Отличия

### Отборни
Лацио
- Серия А: 1973/74
- Копа делле Алпи: 1971

Ню Йорк Космос
- САФЛ: 1977, 1978, 1980, 1982

### Индивидуални
- Голмайстор на Серия А: 1973/74[14]
- Голмайстор на Серия Б: 1971/72[15]
- Голмайстор на Копа делле Алпи: 1971
- Голмайстор на САФЛ: 1978, 1979, 1980, 1981
- MVP на САФЛ: 1981